# Zbigniew Antonowicz
Zbigniew Antonowicz (ur. 14 listopada 1894 w Kaliszu, zm. wiosną 1940 w Katyniu) – kapitan saperów Wojska Polskiego, kawaler Orderu Virtuti Militari, ofiara zbrodni katyńskiej.

## Życiorys
Syn Michała i Zofii z Kucharskich urodzony 14 listopada 1894 w Kaliszu. Od 1904 uczęszczał do gimnazjum rządowego. Po strajku szkolnym w 1905 kontynuował naukę w domu, a w latach 1909–1914 w szkole realnej w Kaliszu. Od 1914 uczył się na politechnice moskiewskiej. W 1915 wstąpił jako ochotnik do Legionu Puławskiego. Został ranny w bitwie pod Pakosławiem 19/20 maja 1915. W czasie walk pod Nurcem wykonując zadania jako łącznik został ciężko ranny (stracił prawe oko). Mimo rany meldunek z prośbą o posiłki dostarczył do dowódcy batalionu. Za ten czyn został później odznaczony Orderem Virtuti Militari. Po wyleczeniu się z ran w grudniu 1916 podjął przerwaną naukę na politechnice. Po wybuchu rewolucji zaciągnął się do I Korpusu Polskiego.
Do Polski powrócił w sierpniu 1918 i wstąpił do POW, a następnie do Pułku Ziemi Kaliskiej (późniejszy 29 pułk Strzelców Kaniowskich). W czasie wojny polsko-bolszewickiej pracował w Intendenturze DOK Łódź jako urzędnik wojskowy. Po zakończeniu wojny przeniesiony do Szefostwa Inżynierii i Saperów DOK Łódź, gdzie pracował do 30 marca 1924. W 1926 przeniesiony do 2 Pułku Saperów w Puławach na stanowisko dowódcy plutonu, następnie adiutanta pułku. Od 1931 pełnił służbę w Samodzielnym Referacie Informacyjnym Dowództwa Okręgu Korpusu Nr I w Warszawie. W lipcu 1935 został przeniesiony do 2 Batalionu Saperów w Puławach. W 1935 ze względu na stale pogarszający się stan zdrowia przeniesiony do rezerwy. W latach 1935–1939 był zastępcą dyrektora ds. administracyjnych Stoczni w Modlinie należącej do Państwowych Zakładów Inżynierii. W maju 1939 został powołany do służby czynnej. Prowadził prace fortyfikacyjne przy granicy z Prusami Wschodnimi. W sierpniu został skierowany na Górny Śląsk w celu przeprowadzenia ewakuacji zakładów przemysłowych.
Po wybuchu II wojny światowej, kampanii wrześniowej i agresji ZSRR na Polskę z 17 września 1939, w nieznanych okolicznościach został aresztowany przez Sowietów, po czym był przetrzymywany w obozie w Kozielsku. Następnie został przetransportowany do Katynia i rozstrzelany przez funkcjonariuszy Obwodowego Zarządu NKWD w Smoleńsku oraz pracowników NKWD przybyłych z Moskwy na mocy decyzji Biura Politycznego KC WKP(b) z 5 marca 1940. Pogrzebano go w bezimiennej mogile zbiorowej, gdzie od 28 lipca 2000 mieści się oficjalnie Polski Cmentarz Wojenny w Katyniu.
Był żonaty z Bronisławą ze Starzyńskich, z którą miał troje dzieci: Witolda, Annę i Zbigniewa. Mieszkał w Nowym Dworze Mazowieckim.

## Upamiętnienie
5 października 2007 minister obrony narodowej Aleksander Szczygło mianował pośmiertnie kpt. Zbigniewa Antonowicza na stopień majora. Awans został ogłoszony 9 listopada 2007 w Warszawie, w trakcie uroczystości „Katyń Pamiętamy – Uczcijmy Pamięć Bohaterów”.
W ramach akcji „Katyń... pamiętamy”/„Katyń... Ocalić od zapomnienia” przy Zespole Szkół Ogólnokształcących nr 1 im. Komisji Edukacji Narodowej w Puławach został posadzony Dąb Pamięci honorujący Zbigniewa Antonowicza.

## Ordery i odznaczenia
- Krzyż Srebrny Orderu Wojskowego Virtuti Militari nr 5345 (12 kwietnia 1922)[13]
- Krzyż Niepodległości (20 lipca 1932)[14][15]
- Srebrny Krzyż Zasługi (10 listopada 1928)[16][17]
- Medal Pamiątkowy za Wojnę 1918–1921[18]
- Medal Dziesięciolecia Odzyskanej Niepodległości[18]
- Odznaka Legionu Puławskiego[18]
- Odznaka pamiątkowa 2 Pułku Saperów Kaniowskich[18]